# Супермен 2: Версія Річарда Доннера
Супермен 2: Версія Річарда Доннера — це оновлена режисерська версія 2006 року супергеройського фільму 1980 року «Супермен 2». Ця альтернативна версія була відредагована Майклом Тау, її коригував і завершував сам Доннер. Фільм містить значну кількість викинутих кадрів, альтернативних дублів та сюжетних елементів, яких не було в кінотеатральній версії. 2006 року кадри Доннера з Марлоном Брандо були виявлені та використані у «Поверненні Супермена», що дозволило відновити фільм у версії Доннера.

## Про фільм
Супермен погоджується пожертвувати своїми силами, щоб почати стосунки з Лоїс Лейн, не підозрюючи, що троє криптонських злочинців, яких він випадково звільнив, завойовують Землю.

## Знімались
| Актор             | Роль              |
| ----------------- | ----------------- |
| Джин Гекмен       | Лекс Лютор        |
| Крістофер Рі      | Кларк Кент        |
| Марлон Брандо     | Джор-Ел           |
| Нед Бітті         | Отіс              |
| Джекі Купер       | Петті Вайт        |
| Сара Дуглас       | Урса              |
| Марго Кіддер      | Лоїс Лейн         |
| Джек О'Галлоран   | Нон               |
| Валері Перрін     | Єва Тешмагер      |
| Кліфтон Джеймс    | шериф             |
| Е. Г. Маршалл     | Президент         |
| Марк МакКлюр      | Джиммі Ольсен     |
| Теренс Стемп      | Зод               |
| Джон Ратценбергер | перший контролер  |
| Шейн Ріммер       | другий контролер  |
| Джон Мортон       | Нейт              |
| Агнус МакІннес    | Тюремний наглядач |